# 吉耶河畔圣克里斯托夫
吉耶河畔圣克里斯托夫（法語：Saint-Christophe-sur-Guiers，法語發音：[sɛ̃ kʁistɔf syʁ ɡje]）是法国伊泽尔省的一个市镇，位于该省中北部，属于格勒诺布尔区。

## 地理
吉耶河畔圣克里斯托夫（45°26'19"N, 5°46'26"E）面积23.54 平方千米，位于法国奥弗涅-罗讷-阿尔卑斯大区伊泽尔省，该省份为法国东南部内陆省份，北起顺时针与安省、萨瓦省、上阿尔卑斯省、德龙省、阿尔代什省、卢瓦尔省和罗讷省。
与吉耶河畔圣克里斯托夫接壤的市镇（或旧市镇、城区）包括：圣洛朗迪蓬、圣皮埃尔-德沙特勒斯、圣皮埃尔当特勒蒙、科尔贝勒、莱塞谢勒、圣克里斯托夫、昂特尔德吉耶。

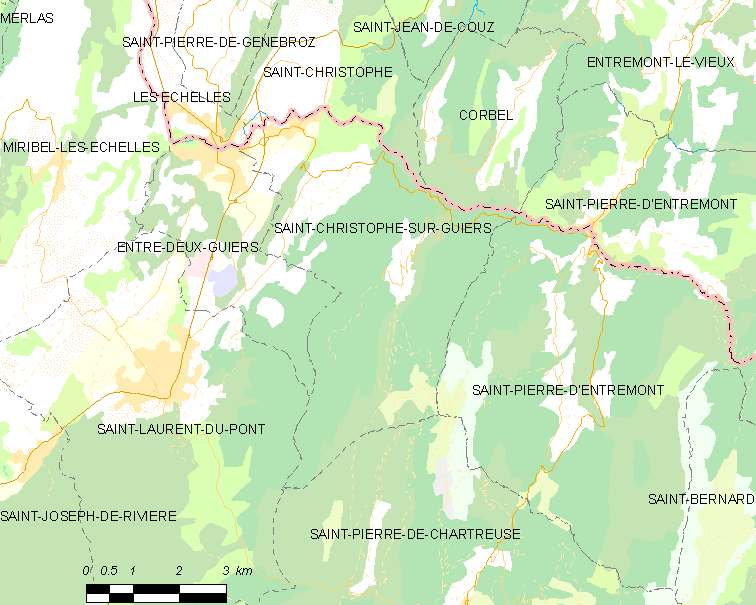
吉耶河畔圣克里斯托夫的OSM定位图

吉耶河畔圣克里斯托夫的时区为UTC+01:00、UTC+02:00（夏令时）。

## 行政
吉耶河畔圣克里斯托夫的邮政编码为38380，INSEE市镇编码为38376。

## 政治
吉耶河畔圣克里斯托夫所属的省级选区为沙特勒斯-吉耶县。

## 人口

1962-2008年间吉耶河畔圣克里斯托夫人口变化图示

吉耶河畔圣克里斯托夫于2022年1月1日时的人口数量为836人。